# Vignonet
Vignonet (okzitanisch: Vinhonet) ist eine südwestfranzösische Gemeinde mit 483 Einwohnern (Stand: 1. Januar 2022) im Département Gironde in der Region Nouvelle-Aquitaine. Die Gemeinde gehört zum Arrondissement Libourne und zum Kanton Les Coteaux de Dordogne.

## Lage
Vignonet liegt etwa 40 Kilometer ostnordöstlich von Bordeaux. Der Fluss Dordogne begrenzt die Gemeinde im Süden. Umgeben wird Vignonet von den Nachbargemeinden saint-Émilion im Norden, Saint-Laurent-des-Combes im Norden und Nordosten, Saint-Pey-d’Armens im Osten, Sainte-Terre im Süden und Südosten, Cabara im Süden und Südwesten sowie Saint-Sulpice-de-Faleyrens im Westen und Nordwesten.

## Bevölkerungsentwicklung
| Jahr                       | 1962 | 1968 | 1975 | 1982 | 1990 | 1999 | 2006 | 2017 |
| Einwohner                  | 618  | 640  | 646  | 580  | 582  | 533  | 507  | 498  |
| Quellen: Cassini und INSEE |      |      |      |      |      |      |      |      |

## Sehenswürdigkeiten
- Kirche Saint-Brice aus dem 12. Jahrhundert

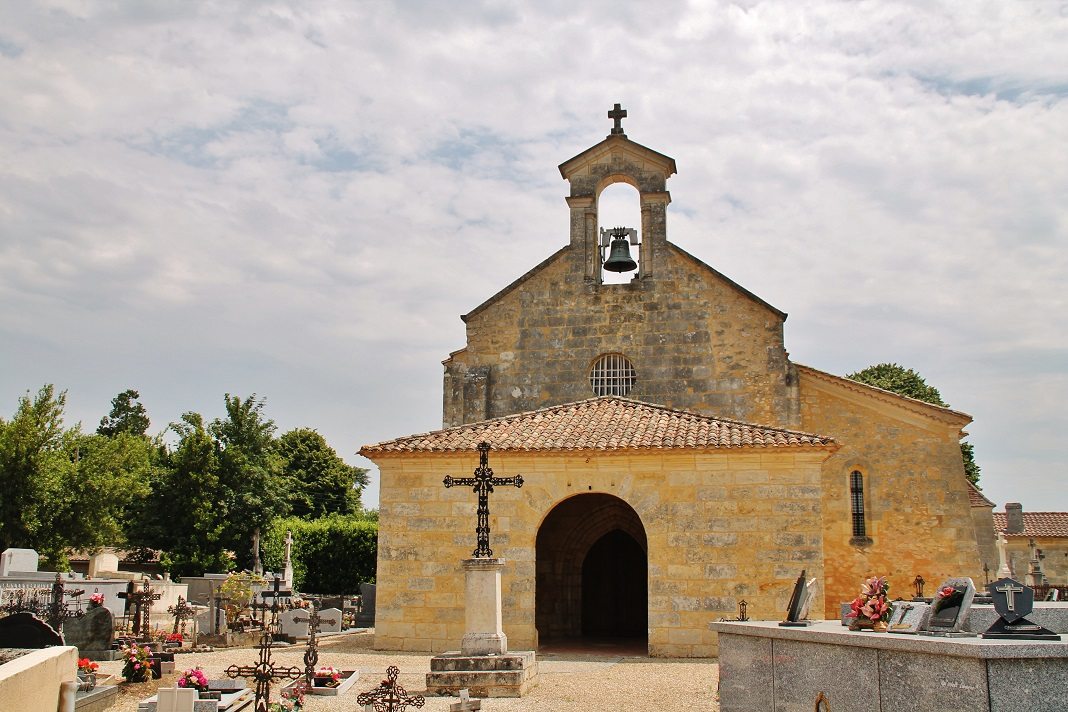
Kirche Saint-Brice